# Marius Abelsen
Marius Karnis Laban Isak Abelsen (* 26. August 1929 in Nanortalik; † 14. Oktober 1972 ebenda) war ein grönländischer Landesrat und Lehrer.

## Leben
Marius Abelsen war der Sohn von Jacob Egede Ezekias Abelsen (1906–?) und seiner Frau, der Hebamme Dorothea „Tûlut“ Enoksen (1890–?). Auch sein Vater hatte schon im Landesrat gesessen.
Marius besuchte ab 1948 Grønlands Seminarium und schloss dieses 1950 ab. Anschließend besuchte er in Dänemark das Vordingborg Seminarium, wonach er ab 1955 in Nuuk als Lehrer arbeitete. Er war seit dem 20. September 1959 verheiratet mit der Hebamme Mette Louise Siegstad (1927–?), der Tochter des Katecheten und Landesrats Isak Siegstad (1898–1943). 1962 wurde er Leiter der Informationsabteilung der Schuldirektion und schließlich 1966 bis zu seinem Tod Schulinspektor in Nanortalik. Er zeigte früh Interesse an politischen Geschehen und wurde 1967 erstmals in den Landesrat gewählt und war mehrfacher Ausschussvorsitzender. 1971 wurde er wiedergewählt, aber nach langer Krankheit starb er dennoch überraschend im Oktober 1972 im Alter von 43 Jahren. Sein Nachfolger im Landesrat wurde sein Vertreter Jørgen Poulsen, der jedoch selbst ein Jahr später bei einem Hubschrauberabsturz ums Leben kam und von Marius Abelsens zweitem Vertreter Hendrik Nielsen nachgefolgt wurde.